# Fregata typu 053H
Fregata typu 053H (v kódu NATO: Jianghu I) byla třída úderných fregat Námořnictva Čínské lidové osvobozenecké armády. Jedná se o první sériový model rozsáhlé třídy Jianghu, čítající celkem 54 kusů a stavěných v řadě subvariant. Navrženy byly především pro pobřežní operace. Ze 14 postavených fregat třídy Jianghu I je 11 stále v aktivní službě u námořnictva, dvě slouží u pobřežní stráže a jedna byla přestavěna na loď palebné podpory. Jsou však již velice zastaralé.

## Pozadí vzniku
Kořeny této třídy sahají až k prvním čínským fregatám typu 01 (v kódu NATO Chengdu), které byly variantou sovětského projektu 50 (v kódu NATO Riga). Po ochlazení vztahů mezi ČLR a SSSR se Čína rozhodla pokračovat ve stavbě fregat vlastní silou právě na základě sovětské třídy Riga. Navázala na ni mírně vylepšeným typem 065 (v kódu NATO Jiangnan), třídou protiletadlových fregat typu 053K (v kódu NATO Jiangdong) a nakonec sérií úderných fregat typu 053H (jejich další evoluce dala vzniknout fregatám typů 053H1, 053H2, 053H1Q a 053H1G).
Na stavbě této třídy se podílely dvě loděnice – Hudong a Jiangnan v Šanghaji. Postaveno bylo celkem 16 jednotek, pojmenovaných Čchang-te (509), Šao-sing (510), Nan-tchung (511), Wu-si (512), Chuaj-an (513), Čen-ťiang (514), Sia-men (515), Ťiou-ťiang (516), Nan-pching (517), Ťi-an (518), Čchang-č' (519), (520), Mao-ming (551) a I-pin (552) pro Námořnictvo Čínské lidové osvobozenecké armády a Najim al-Zafir (951) a Al-Nasser (956) postaveny pro Egyptské námořnictvo. První jednotka Čchang-te vstoupila do služby v prosinci 1974 a stavba této třídy pokračovala až do roku 1980. Poté byly stavěny, pouze v detailech se lišící, fregaty typu 053H1.
Jednotky typu 053H:
| Jméno            | Založení kýlu      | Spuštění          | Vstup do služby   | Status                                                                  |
| ---------------- | ------------------ | ----------------- | ----------------- | ----------------------------------------------------------------------- |
| Čchang-te (509)  | 13. ledna 1978     | 29. dubna 1979    | 30. září 1979     | V roce 2007 převedena k pobřežní stráži, vyřazen červen 2016.           |
| Šao-sing (510)   | 23. října 1977     | 26. ledna 1979    | 30. června 1979   | V roce 2007 převedena k pobřežní stráži, vyřazen říjen 2012.            |
| Nan-tchung (511) | 23. února 1976     | 9. listopadu 1976 | 31. března 1977   | Vyřazena 16. srpna 2012.                                                |
| Wu-si (512)      | 21. srpna 1976     | 27. července 1977 | 14. prosince 1978 | Vyřazena 16. srpna 2012.                                                |
| Chuaj-an (513)   | 22. března 1976    | 19. dubna 1977    | 31. prosince 1977 | Vyřazena 11. května 2013.                                               |
| Čen-ťiang (514)  | 13. prosince 1976  | 11. února 1978    | 25. ledna 1979    | Vyřazena 12. května 2013.                                               |
| Sia-men (515)    | 6. dubna 1975      | 27. října 1975    | 31. prosince 1975 | Vyřazen prosinec 2010.                                                  |
| Ťiou-ťiang (516) | 2. února 1975      | 28. června 1975   | 31. prosince 1975 | Vyřazena 12. června 2018, původní Čchang-ša (526).                      |
| Nan-pching (517) | 24. května 1975    | 16. dubna 1976    | 31. října 1976    | Vyřazena 4. září 2019.                                                  |
| Ťi-an (518)      | 22. dubna 1977     | 10. července 1978 | 31. března 1979   | Vyřazena 2012.                                                          |
| Čchang-č' (519)  | 14. března 1978    | 24. července 1979 | 16. prosince 1979 | Vyřazena 2021.                                                          |
| (520)            | 3. října 1978      | 7. října 1979     | 28. června 1980   | Během tajfunu 19. srpna 1985 v Lü-šunu najel na mělčinu, vyřazena 1992. |
| Mao-ming (551)   | 17. listopadu 1978 | 10. dubna 1980    | 30. září 1980     | Vyřazen říjen 2012.                                                     |
| I-pin (552)      | 25. prosince 1978  | 17. července 1980 | 19. prosince 1980 | Vyřazen říjen 2012.                                                     |

Egyptské fregaty 053HE:
| Jméno                | Založení kýlu     | Spuštění          | Vstup do služby   | Status |
| -------------------- | ----------------- | ----------------- | ----------------- | ------ |
| Najim al-Zafir (951) | 27. srpna 1982    | 10. prosince 1983 | 21. července 1984 |        |
| Al-Nasser (956)      | 19. prosince 1982 | 19. dubna 1984    | 21. prosince 1984 |        |

## Konstrukce
Fregaty této třídy, v době své stavby, zaostávaly o jednu až dvě generace za světovým vývojem lodí této kategorie. Vyznačují se zastaralou výzbrojí a elektronikou, primitivními ubytovacími a hygienickým podmínkami na palubě i chybějící klimatizací.
Hlavňovou výzbroj lodí tvoří dva 100mm kanóny v jednodělové dělové věži na přídi a na zádi, které doplňuje šest dvojitých 37mm protiletadlových kanónů typu 61. Ty jsou umístěny v šesti věžích, z nichž čtyři stojí po stranách můstku a dvě na zádi. Ve středu lodi se nacházejí dva dvojité otočné kontejnery protilodních střel SY-1 s doletem 40 km (kopie sovětských střel P-15 Termit). Během služby je nahradily modernější verze střel s větším doletem. Pro ničení ponorek fregaty nesou vrhače raketových hlubinných pum, klasické vrhače a skluzavky pro hlubinné pumy.
Pohonný systém tvoří dva diesely Hudong 12E390VA. Lodní šrouby jsou dva. Nejvyšší rychlost je 26 uzlů.

## Operační služba
Ťiou-ťiang byla v roce 2006 přestavěna na pomocnou loď palebné podpory vybavenou několika raketomety. Čchang-te (509) a Šao-sing (510) byly v roce 2007 vyřazeny a převedeny k pobřežní stráži.